# 男子☆天国
『男子☆天国』（メンズ・パラダイス）は、鈴木キヨハルによる日本の4コマ漫画作品。竹書房の成年向け漫画雑誌『恋愛天国パラダイス』にて連載中。

## 登場人物
木村文三（きむら ぶんぞう）
本作の主人公。「女性経験」がない。ゆえに「下」については見当違いなことばかり言っている。また、「下」以外でも凄まじいボケをかますことが多い。その一方で、人様のボケに鋭い突込みを入れることがある。
関口ヒロシ（せきぐち ヒロシ）
文三の友人。妙に「女性経験」が豊富。文三に対し突っ込みを入れることが多い。
沢田ケンジ（さわだ ケンジ）
文三のクラスメイト。美形だが、思考・行動いずれもずれている部分が多々ある。
木村あや（きむら あや）
文三の妹。兄の、どこか間の抜けた言動に対し、ものすごく厳しい態度を取る。

## 書誌情報
- 鈴木キヨハル「男子☆天国」竹書房バンブーコミックス恋パラセレクション 2008年7月25日発売